# Zakarias Tallroth
Zakarias Tallroth, född 15 november 1985 i Hässleholm, är en tidigare svensk landslagsman i brottning. Han tävlade för det svenska landslaget och tävlade i 71-kilosklassen samt 66-kilosklassen. I dag arbetar Zakarias Tallroth som landslagschef på Svenska Brottningsförbundet.
Zakarias Tallroth vann VM-brons 2015. Han är svensk och nordisk mästare 2015 och han kom även på en 10:e plats på European games 2015. Han var i februari 2016 rankad som nummer 4 i världen. Tallroth tävlade för IK Sparta och ingick i projektet Sparta to Rio där man satsade inför de Rio 2016.    
Zakarias Tallroth arbetade 2015–2018 för Norra Skåne där han skrev och bloggade om sin idrottssatsning.
Zakarias är son till Roger Tallroth.